# آلبرت لاک
آلبرت لاک (انگلیسی: Albert Locke؛ زادهٔ 1898) بازیکن فوتبال اهل بریتانیا است.
از باشگاه‌هایی که در آن بازی کرده‌است می‌توان به باشگاه فوتبال سن-اتین و باشگاه فوتبال لو آور اشاره کرد.